# Hamstall Ridware
Hamstall Ridware est un village et une paroisse civile du Staffordshire, en Angleterre.